# Sergi Costa Vázquez
Sergi Costa Vázquez (Barcelona, 4 de septiembre de 1996) es un baloncestista español. Con una altura de 190 cm., su posición en la cancha es la de base en el CB Prat de la Liga LEB Plata.

## Trayectoria
Formado en las categorías inferiores del Joventut de Badalona, viste de verdinegro desde Infantil B.
Estuvo una temporada cedido en el Club Arenys Bàsquet de liga EBA, donde realizó unos prometedores promedios.
Formó parte del CB Prat, equipo filial del Joventut, desde la temporada 2013-14. Con dicho filial debuta en 2014-15 en Liga LEB Oro con apenas 18 años y alterna convocatorias con el primer equipo ACB del Club Joventut de Badalona.
En la temporada 2017-18, firmó por CB Bahía San Agustín de la Liga LEB Oro, disputando 28 encuentros y promediando 3.2 puntos y 1.7 asistencias.
En verano de 2018 llega al Bàsquet Girona de Liga LEB Plata en el que jugaría durante dos temporadas y consiguiendo en 2019-20 el ascenso a LEB Oro.
La temporada 2019-2020 se compromete con el Club Baloncesto Zamora de la Liga LEB Plata, donde registra unas medias de 9.2 puntos, 3.1 asistencias y 3.8 rebotes.
El 29 de julio de 2021 firma como jugador del CB Prat de la Liga LEB Oro, recién ascendido de categoría. En la temporada 2021-22, promedió en 33 encuentros 9 puntos, 3.1 rebotes y 3.5 asistencias en 25 minutos de juego. Además, obtendría el MVP de la jornada 14 tras aportar 19 puntos, 9 rebotes y 5 asistencias ante Fundación Club Baloncesto Granada.
El 21 de julio de 2022, firma por el CB Almansa de la LEB Oro.Completa la temporada 2022-23 disputando la totalidad de los encuentros (34) con medias de 25.3 minutos, 8.1 puntos, 4.7 asistencias y 3.3 rebotes.
El 19 de julio de 2023, firma por el Real Valladolid Baloncesto de la Liga LEB Oro. Disputó 16 encuentros en los que promedió 4.6 puntos y 2.7 asistencias, hasta ser apartado del equipo y finalmente acordada la rescisión de su contrato el 9 de febrero. 
En la temporada 2024-25, firma por el CB Prat de la Liga LEB Plata.

### Selección nacional
Ha sido internacional en las categorías inferiores de la selección española.

## Clubes
- Categorías inferiores del Asociación Deportiva Minguella y Club Joventut de Badalona.
- Arenys Bàsquet (2014-2015)
- Club Bàsquet Prat (2015-2017)
- Club Joventut de Badalona (2016)
- Palma Air Europa (2017-2018)
- Bàsquet Girona (2018-2020)
- Club Baloncesto Zamora (2020-2021)
- Club Bàsquet Prat (2021-2022)
- CB Almansa (2022-2023)
- Real Valladolid Baloncesto (2023-2024)
- CB Prat (2024-)